# Houping (köpinghuvudort i Kina, Hubei Sheng, lat 31,74, long 111,22)
Houping (kinesiska: 后坪, 后坪镇) är en köpinghuvudort i Kina. Den ligger i provinsen Hubei, i den centrala delen av landet, omkring 320 kilometer nordväst om provinshuvudstaden Wuhan. Antalet invånare är 9 868. Befolkningen består av 4 545 kvinnor och 5 323 män. Barn under 15 år utgör 11,0 %, vuxna 15-64 år 75 %, och äldre över 65 år 13,0 %.
Runt Houping är det ganska tätbefolkat, med 86 invånare per kvadratkilometer. Närmaste större samhälle är Xiema, 14,7 km söder om Houping. I omgivningarna runt Houping växer i huvudsak blandskog.
Genomsnittlig årsnederbörd är 1 119 millimeter. Den regnigaste månaden är augusti, med i genomsnitt 204 mm nederbörd, och den torraste är december, med 12 mm nederbörd.